# Środek dopingujący
Środek dopingujący – substancja chemiczna zażywana najczęściej w celu poprawy wyników sportowych. Używanie niektórych środków dopingujących podczas zawodów sportowych jest zakazane.
Przykładami takich środków są hormon steroidowy - testosteron lub jego syntetyczne odpowiedniki, erytropoetyna (także hormon - naturalna substancja występująca we krwi człowieka), środki anaboliczne (od specjalnych mieszanek białkowych po steroidy).
Zobacz też
- Doping wydolnościowy